# سنجاب جونين الأحمر
سنجاب جونين الأحمر (الاسم العلمي: Sciurus pyrrhinus) هو نوع من السناجب يتواجد في منطقة بيرو والإكوادور.

## الصفات
يُعتبر سنجاب جونين الأحمر من السناجب الشجرية الكبيرة نسبيًا، حيث يبلغ طول رأسه وجسمه حوالي 25 سم (9.8 بوصة). يغطي معظم جسده فراء ذو لون أحمر غامق يميل إلى الرمادي مع بعض البقع السوداء، ويتدرج لون الذيل إلى البني الكستنائي، ويكون طوله أقصر قليلًا من طول الرأس والجسم معًا. تختلف ألوان الأجزاء السفلية بين الأفراد، فقد تكون بيضاء أو حمراء أو درجات وسطية بينهما. أما الشوارب وحواف الأذنين فهي سوداء اللون.

## التوزيع الجغرافي
السنجاب معروف بأنه يعيش على المنحدرات الشرقية لجبال الأنديز في وسط بيرو، من منطقة هوانوكو شمالًا وصولًا إلى أياكوتشوكو وكوسكو جنوبًا. وقد يكون وجوده أيضًا في المناطق الشرقية، وربما يمتد حتى الحدود مع بوليفيا، بالإضافة إلى عينة واحدة مسجلة عام 1920 في مقاطعة زامورا-شينشيب في الإكوادور. داخل هذه المناطق، يتواجد السنجاب في كل من الغابات المطيرة المنخفضة والغابات الجبلية العالية.
لا تتوفر معلومات كثيرة حول بيولوجيا هذا السنجاب وسلوكياته. من المعروف أنه نشط خلال النهار ويعيش على الأشجار، وغالبًا ما يُشاهد ضمن مجموعات صغيرة، مما يشير إلى أنه لا يمتلك إقليمية شديدة. في يناير، تم رصد إناث مرضعات يُعتقد أنها ترعى صغارها. يُعتقد أن أعداده كبيرة نسبيًا، كما أنه يتكيف مع تأثيرات النشاط البشري مثل قطع الأشجار والصيد بشكل أفضل من بعض أنواع السناجب الأخرى، غير أن نطاق انتشاره المحدود دفع وزارة البيئة في بيرو إلى تصنيفه كنوع "ضعيف".